# Klüver–Bucy-szindróma
A Klüver–Bucy-szindróma  a kétoldali mediális-temporális lebeny (az amygdalát, a legfőbb érzelmi központunkat is érintő) eltávolításakor észlelt tünetegyüttes. Emberben nagyon ritkán diagnosztizált viselkedési rendellenesség, mely létrejöhet lézió, illetve születési rendellenesség hatására is.

## Klüver és Bucy vizsgálatai – egy új tünetegyüttes
Heinrich Klüver és Paul C. Bucy 1937-es vizsgálata képezte az ezt követő vizsgálatok nagy részének az alapját.
Egy idegsebészeti beavatkozás menetét írták le, amelyben laboratóriumban tartott vad majmoknak eltávolították (lobotómia) az agykéreg halántéklebenyét (Lobus temporale), és a limbikus rendszer (amygdala) jelentős részeit. Ezt követően viselkedésük gyökeresen megváltozott. A vizuális memóriájuk elvesztése következtében a műtét után nem mutattak semmilyen félelmi reakciót, mivel nem ismerték fel a korábban rettegett tárgyakat (a majmok nem féltek a kígyóktól). A környezetükben lévő dolgokat válogatás nélkül a szájukba vették és úgy vizsgálgatták. Ily módon tudták orálisan letapogatni a számukra ismeretlen tárgyakat. Közvetlenül az emberektől való félelem és a normális agresszió helyett az állatok engedelmesek, szelídek lettek, és nem mutattak semmilyen arckifejezést. Tehát a fajra jellemző menekülési és félelmi reakciók megszűntek, továbbá elsivárosodtak az érzelmi reakcióik („lelki vakság”); passzivitás volt jellemző az állatok viselkedésére.
Kifejezett változások léptek fel az étkezési szokásaik tekintetében. Bár általában csak gyümölcsöt fogyasztottak, most megették a nyers húst és a halat, sőt az ürüléket is. Megfigyelhető volt tehát a túlzott „orális tendencia”, a fokozott étvágy (hiperphagia), valamint a válogatás nélküli táplálkozás (omniphagia) is a majmoknál.
Szexuális változások is történtek. A majmok a léziót követően folyamatosan a nemi szerveikkel foglalkoztak (autoszexualitás), minden majommal megpróbáltak közösülni, függetlenül attól, hogy hím vagy nőstény volt (homoszexualitás). Ez a viselkedésük az élettelen tárgyakra is kiterjedt. Tehát hiperszexuálisakká váltak a beavatkozást követően. Ezek a tünetek az amygdaláris és piriformis kéregből a hypothalamusba menő gátlás megszűnésével magyarázhatóak.
Ezeket az együttes hatásokat („lelki vakság”, félelemérzet megszűnése, hiperszexualitás, passzivitás, „orális tendencia”, fokozott étvágy) nevezzük Klüver–Bucy-szindrómának.

## Emberekben
Emberekben nagyon ritkán alakul ki az összes tünetegyüttes, azonban hasonló tüneteket produkálnak ezzel a betegséggel diagnosztizált személyek, mint a majmok. Társadalmilag nem elfogadott szexuális megnyilvánulásaik vannak (mindent megérintenek, megnyalnak), hiperszexuálisan viselkednek. Ugyancsak jellemző a sérült emberekre a memóriazavarok megléte, fokozott étvágy, illetve evési zavarok, mint például a bulimia nervosa. Érzelmi megnyilvánulásaik csekélyek, viselkedésükre hasonlóképp jellemző a passzivitás. Képtelenek voltak felismerni, és érzelmeket kapcsolni a különféle tárgyakhoz, személyekhez (vizuális agnózia). A különbség az, hogy az embereknél többnyire hiányzik a félelmi reakció, valamint néha megjelenhet agresszió is.
A szindróma egyes tünetei megjelenhetnek epilepszia miatt végzett kétoldali temporális lobektómia, kiterjedt kétoldali halántéklebeny sérülés, herpesz encephalitis, tuberkulotikus meningitis vagy degeneratív demenciákkal járó betegségek (Alzheimer-kór, Pick-kór), agyi-érrendszeri megbetegedések, és post-traumatikus etiológiák következtében.